# Соломко Михайло Миколайович
Миха́йло Микола́йович Соло́мко (нар. 7 червня 1962, м. Ньюкасл, Австралія) — український церковний, культурний та громадський діяч в Австралії. Голова Консисторії Австралійсько-Новозеландської єпархії УПЦ в діаспорі, настоятель української православної парафії св. Миколая Чудотворця у м. Канберра та української парафії св. Афанасія у Гранвиль (передмісті Сіднею).
Директор Українського православного центру та Музею тисячоліття християнства в Україні-Руси (м. Канберра).

## Біографічні відомості
Народився 7 червня 1962 р. у м. Ньюкасл (Австралія) в родині українських емігрантів. Вищу освіту отримав в Університеті Ньюкаслу, де по закінченні отримав ступінь бакалавра. Багато років працював вчителем в High School в м. Канберра. Одружився в 1988 на Катерині Захарчук. Богословську освіту отримав на богословському факультеті Колегії св. Андрія при Манітобському університеті у м. Вінніпег (Канада). Рукоположений на диякона 16 листопада у храмі св. Покрови у Стратфілді Вест, а на священика — 23 листопада 2003 р. в парафії св. Миколая в Канберрі архієпископом Лондонським та Західно-Європейським Іоаном (Дерев'янкою), керуючим Австралійсько-Новозеландською єпархією УАПЦ в діаспорі. З часу рукоположення служив священиком на українській парафії у м. Канберра, а також опікувався іншими українськими православними парафіями в Австралії. Одночасно зі священицьким служінням продовжував працювати викладачем у школі. В 2016 р. обраний Головою Консисторії Австралійсько-Новозеландської єпархії УАПЦ в діаспорі.

## Нагороди
- Відзнака Президента України — ювілейна медаль «25 років незалежності України» (22 серпня 2016) — за вагомий особистий внесок у зміцнення міжнародного авторитету Української держави, популяризацію її історичної спадщини і сучасних надбань та з нагоди 25-ї річниці незалежності України[4]